# Choeusu
Choeusu (en coreano 최우수) es una empresa norcoreana que fábrica equipamiento deportivo.

## Historia
Fue el proveedor oficial de equipaciones de la Selección de fútbol de Corea del Norte desde 2014 a 2024, cuando fue sustituida por la empresa china Inlang
Pertenece al Ministerio de Cultura Física y Deporte, y además de producir equipamiento para fútbol, producen bienes como pelotas de voleibol y redes deportivas, que suelen utilizar atletas de Corea del Norte.
El jefe de la sección de equipamiento para fútbol es Choe Jong-chun.

## Equipos patrocinados
| 2014–2024 | Selección de fútbol de Corea del Norte |